# Médavy
Médavy település Franciaországban, Orne megyében. Lakosainak száma 153 fő (2022. január 1.). Médavy Almenêches, Boissei-la-Lande, Le Château-d’Almenêches és Mortrée községekkel határos.

## Népesség
A település népességének változása:
| Lakosok száma | 152  | 151  | 161  | 154  | 153  | 153  | 152  | 151  | 153  |
|               | 2013 | 2015 | 2016 | 2017 | 2018 | 2019 | 2020 | 2021 | 2022 |